# دولی (آرکانزاس)
دولی (به انگلیسی: Dooley) یک منطقهٔ مسکونی در ایالات متحده آمریکا است که در شهرستان میلر، آرکانزاس واقع شده‌است. دولی ۷۷٫۱۲ متر بالاتر از سطح دریا واقع شده‌است.